# Cosimo Malacari
Cosimo Malacari (Taranto, 30 agosto 1933 – Nardò, 6 aprile 2015) è stato un calciatore italiano, di ruolo portiere.

## Carriera
Dal 1954 al 1961 ha giocato in Serie B con il Taranto (ultima stagione in Serie C), per un totale di 84 presenze con la squadra pugliese.
Nella stagione 1958-1959 ha militato nel Lecce, squadra con la cui maglia ha giocato una partita in campionato e due in Coppa Italia.
In seguito ha anche giocato per due stagioni con l'Avellino, vincendo il campionato di Serie D 1961-1962 e poi in Serie C 1962-1963.

## Palmarès

### Competizioni nazionali
- Serie D: 1

Avellino: 1961-1962